# Waldökologie
Bei der Waldökologie (auch Forstökologie genannt) handelt es sich laut dem Verein wald.zeit Österreich um die Wissenschaft der Beziehungen von Waldbäumen zu Pflanzen und Tieren sowie ihrer Umwelt.

## Definition der Waldökologie
Die Waldökologie befasst sich mit den längsten und höchsten Pflanzenbeständen des Erdkontinents, die etwa 25 % bedecken mit abnehmender Tendenz durch Abholzung. Zu Beginn der Landwirtschaft (Agrargeschichte) vor 10.000 Jahren war die Waldfläche fast doppelt so groß. Die Waldökologie untersucht die Standortbedingungen des Waldwachstums und dessen Verlauf über die verschiedenen Waldstadien bis hin zum Höhenwald, der unter natürlichen Bedingungen meist über Jahrhunderte als Ganzes besteht, sich aber in mosaikartigen Zyklen immer wieder kleinräumig verjüngt. Durch das langsame Wachstum und die periodische Entlaubung des Waldes werden dem Boden relativ wenig Nährstoffe entzogen und der Stoffkreislauf ist nahezu geschlossen. Weitere Themen der Waldökologie sind die Schichtung und damit verbundene Artenzusammensetzung von Wäldern, die daraus resultierenden Waldtypen und deren Verbreitung sowie Wald- und Baumschädlinge sowie -Krankheiten und deren Auswirkungen. Auch die Bedeutung der Wälder für Klima, Kohlenstoffspeicherung, Wasserhaushalt, Humusbildung und Bodenschutz wurde auf lokaler bis globaler Ebene untersucht. Schließlich befasst sich die Waldökologie auch mit der vielfältigen Nutzung des Waldes durch den Menschen und deren Folgen und entwickelt ökologische Prinzipien für Aufforstung, Holzernte, Verjüngung und (Wieder-)Aufforstung. Im Industriezeitalter sind Wälder u. a. durch Umweltverschmutzung, Klimawandel oder Grundwasserentnahme bedroht, solange sie vor Abholzung, Raubbau und Feuer geschützt waren. Ziel ist eine optimale, standortbezogene und wirtschaftlich nachhaltige Waldbewirtschaftung durch geoökologische Betrachtungen des Waldstandortes zu ermöglichen. Dies geschieht immer unter dem Gesichtspunkt, das Waldökosystem als selbstregulierendes System zu erhalten, das ohne ständige, energieintensive, menschengemachte Fremdsteuerung auskommt. Die betrachteten Waldökosysteme werden räumlich als Waldökoregionen dargestellt. Da auch die Waldökologie auf einem landschaftsökologischen Modell basiert, entsprechen ihre Arbeitsweisen denen anderer landschaftsökologischer Disziplinen (z. B. der Agrarökologie). Landschaftsökologische komplexe Standortanalysen dienen der Dokumentation statischer und dynamischer Größen und der darin enthaltenen Konzepte zur Verknüpfung von Details zur Charakterisierung von Waldökosystemen. Die von der Waldstandortwissenschaft entwickelte Original-Waldstandortkartierung ist sehr innovativ und der Waldstandort wird nach seinem ökologischen Umfeld charakterisiert. Dies betrifft jedoch hauptsächlich nur die baulichen und statischen Eigenschaften des Waldes. Um den Waldstandort umfassender zu dokumentieren, sollten auch prozessuale und dynamische Komponenten mit landschaftsökologischen Arbeitsweisen ganzheitlich betrachtet werden. Aus forstökologischer Sicht sind weit verbreitete anthropogene Monokulturen problematisch, da sie insbesondere bei Fichtenmonokulturen häufig nicht standortgerecht sind und zu einer Standortdegradation durch Podisierung führen. Die ökologisch sinnvollste Waldnutzung folgt Nachhaltigkeitsprinzipien und wird ein standortgerechter, artenreicher Wald sein, bei dem nur einzelne Bäume entfernt werden.

## Nährstoff- und Wasserhaushalt von Waldböden
Waldböden spielen eine Schlüsselrolle bei der Anpassung der Wälder an den Klimawandel. Neben klimatischen Faktoren wie Temperatur und Niederschlag ist auch der Nährstoff- und Wasserhaushalt des Bodens entscheidend für das Gedeihen von Waldbäumen. Die anthropogene Bodenversauerung wurde reduziert und im Mittel ist eine leichte Erholung zu beobachten. Dies ist eine Folge der Luftreinhaltung (Rauchgasentschwefelung, Katalysatoren), wodurch weniger angesäuerter Schwefel in die Atmosphäre und von dort in die Waldökosysteme gelangt. Kalkmaßnahmen unterstützen die Bodensanierung. Der Stickstoffeintrag mit Versauerung und Eutrophierung bleibt jedoch hoch. Darauf weisen der Nährwert und die Stickstoffbilanz des Waldes hin. Es gibt noch sehr wenige bewaldete Flächen mit Nitratemissionen. Die Stickstoffbilanz am Standort der nationalen Waldbodenzustandserhebung zeigte jedoch, dass die kritische Belastungsgrenze überschritten wurde. Auf flachen Böden sowie Sand- und Kiesböden mit geringer Wasserspeicherkapazität leiden Bäume in niederschlagsfreien Zeiten schneller unter Wasserknappheit. Längere Hitze und Trockenheit können jedoch auch tiefe Böden austrocknen.

## Stoffkreisläufe im Ökosystem Wald
Die meisten Pflanzen in Wäldern sind Produzenten von organischem Material. Das funktioniert über die Photosynthese. Von der Photosynthese zum Produzenten Unter dem Einfluss von Sonnenlicht nehmen Pflanzen Kohlendioxid und Wasser auf und produzieren Glukose und Sauerstoff (H₂O). Pflanzen „bauen“ aus Glukose neue Pflanzenteile. Der Luft wird Sauerstoff zugesetzt. Pflanzen wandeln Kohlendioxid (CO₂) in Glukose und Sauerstoff (O₂) um. Produzenten sind Selbstversorger. Das heißt, sie sorgen durch Photosynthese für ihre eigene Ernährung und sind nicht auf andere Pflanzen oder Tiere angewiesen. Produzenten sind die Basis des Stoffkreislaufs. Vom Erzeuger zum Verbraucher Auf der anderen Seite sind Verbraucher Heterotrophe. Das bedeutet, dass sie keine Photosynthese betreiben und sich daher nicht von anderen Organismen ernähren können.
Verbraucher fallen in drei Kategorien. Die erste Kategorie sind Primärverbraucher, wie zum Beispiel pflanzenfressende Käfer. Sekundärkonsumenten sind Fleischfresser, wie Spechte, die Käfer fressen. Es gibt auch Tertiärkonsumenten, die ebenfalls Fleischfresser sind und Sekundärkonsumenten fressen. Der Stoffkreislauf sorgt dafür, dass Stoffe durch Zersetzer beseitigt werden. Zersetzer ernähren sich von abgefallenen Blättern und zersetzen sie. Deshalb werden sie auch die Müllsammler des Waldes genannt. Ein Beispiel für einen Zersetzer ist der Regenwurm. Pilze und Bakterien zerlegen abgestorbene Biomasse in ihre anorganischen Ausgangsstoffe. Das können beispielsweise Mineralstoffe wie Magnesium, Phosphor und Calcium sein. Mineralien werden von den Produzenten resorbiert und als Nährstoffe verwendet.

## Waldökologie als Studienfach
Die Studiengänge Forstwissenschaft und Waldökologie vermittelt die notwendigen Grundlagen, um Wälder nachhaltig zu bewirtschaften und zu schützen. Sie umfassen ein breites Fächerspektrum, wie Naturwissenschaften, Informatik, Wirtschafts- und Ingenieurwissenschaften, Rechts- und Politikwissenschaften. Sie bieten aktuelles Wissen über die Struktur von Waldökosystemen, nachhaltige Nutzung und Erhaltung unter Berücksichtigung verschiedener Umweltfaktoren und menschlicher Einflüsse. Themen sind unter anderem, wie Wälder das Klima und die Erderwärmung beeinflussen, warum Waldnutzung zum Naturschutz beitragen kann, wie Wölfe und Luchse wieder in Deutschland heimisch werden und welches Potenzial der Rohstoff Holz aufweist.
| Semester 1 | Semester 2 | Semester 3 |
| --- | --- | --- |
| - Einführung i.d. Forstwirtschaft - Grundlagen der Forstbotanik - Morphologie und Systematik der Waldpflanzen - Naturwissenschaftliche Grundlagen (Physik, Chemie) - Forstzoologie, Wildbiologie und Jagdkunde - Angewandte Informatik (inkl. GIS) | - Bioklimatologie - Baumphysiologie - Morphologie und Systematik der Waldpflanzen - Bodenkunde - Waldschutz - Wahlmodul | - Waldbau - Wirtschaftswissenschaftliche Grundlagen / Holzmarktlehre - Stoffhaushalt von Waldökosystemen - Mathematik und Statistik - Forstgenetik |

| Semester 4 | Semester 5 | Semester 6                                                                    |
| --- | --- | ----------------------------------------------------------------------------- |
| - Waldbau (Übungen) - Holzernte und Logistik - Forstliche Betriebswirtschaftslehre - Waldinventur (Vermessung, Waldmesslehre, Fernerkundung) - Holzbiologie / Holztechnologie - Wissenschaftliche Arbeiten | - Berufspraktikum - Waldwachstum und Forsteinrichtung - Rechtliche Grundlagen - Naturschutz / Landschaftspflege - Öffentlichkeitsarbeit / Waldpädagogik | - Bachelorarbeit - Unternehmensführung - Forst- und Umweltpolitik - Wahlmodul |